# Essentially Yes
Az Essentially Yes egy box set a Yes által; a legfrissebben kiadott hivatalos válogatás. Az első négy lemezen négy, korábban felvett stúdiólemez (Talk, Open Your Eyes, The Ladder, Magnification) található, nem a kiadási sorrendben. Az utolsó CD egy 2003-as Montreux-i koncertről készült élő lemez.

## Számok

### Első lemez
- Open Your Eyes

### Második lemez
- The Ladder

### Harmadik lemez
- Magnification

### Negyedik lemez
- Talk (2002-es bónuszszámokkal együtt)

### Ötödik lemez
1. Siberian Khatru
2. Magnification
3. Don't Kill the Whale
4. In the Presence of
  1. Deeper
  2. Death of Ego
  3. True Beginner
  4. Turn Around and Remember
5. And You and I
  1. Cord of Life
  2. Eclipse
  3. The Preacher the Teacher
  4. Apocalypse
6. Awaken
7. I've Seen All Good People
  1. Your Move
  2. All Good People

  - Két számnak számít, de ezt nem jelzik a borítón.

## Közreműködő zenészek
- Jon Anderson – ének minden lemezen
- Chris Squire – basszusgitár minden lemezen
- Steve Howe – gitár az első, második, harmadik és ötödik lemezen
- Trevor Rabin – gitár, billentyűs hangszerek a negyedik lemezen
- Tony Kaye – Hammond orgona a negyedik lemezen
- Rick Wakeman – billentyűs hangszerek az ötödik lemezen
- Igor Khoroshev – billentyűs hangszerek az első lemez első, negyedik és ötödik számán, továbbá a második lemezen
- Billy Sherwood – gitár és billentyűs hangszerek az első, második és negyedik lemezen
- Alan White – dob az összes lemezen

Vendégzenészek
- Steve Porcaro – billentyűs hangszerek az első lemez második számán
- Larry Groupé – a szimfonikus zenekar karmestere a harmadik lemezen